# Cazilhac (Hérault)
Cazilhac (okzitanisch Casilhac) ist eine französische Gemeinde mit 1.583 Einwohnern (Stand: 1. Januar 2022) im Département Hérault in der Region Okzitanien. Sie gehört zum Arrondissement Lodève und zum Kanton Lodève. Die Einwohner werden Cazilhacois genannt.

## Lage
Die Gemeinde Cazilhac liegt an der Grenze zum Département Gard, etwa 37 Kilometer nordnordwestlich von Montpellier in den südlichen Ausläufern der Cevennen. Der Hérault begrenzt die Gemeinde im Nordosten. Umgeben wird Cazilhac von den Nachbargemeinden Saint-Julien-de-la-Nef und Ganges im Norden, Laroque im Osten, Agonès im Osten und Südosten, Brissac im Süden, Gorniès im Südwesten sowie Saint-Laurent-le-Minier im Westen.

## Bevölkerungsentwicklung
| Jahr                       | 1962 | 1968 | 1975 | 1982 | 1990 | 1999 | 2009 | 2020 |
| Einwohner                  | 746  | 857  | 840  | 915  | 1004 | 1161 | 1269 | 1554 |
| Quellen: Cassini und INSEE |      |      |      |      |      |      |      |      |

## Sehenswürdigkeiten
- katholische Kirche Saint-Léonce
- protestantische (reformierte) Kirche

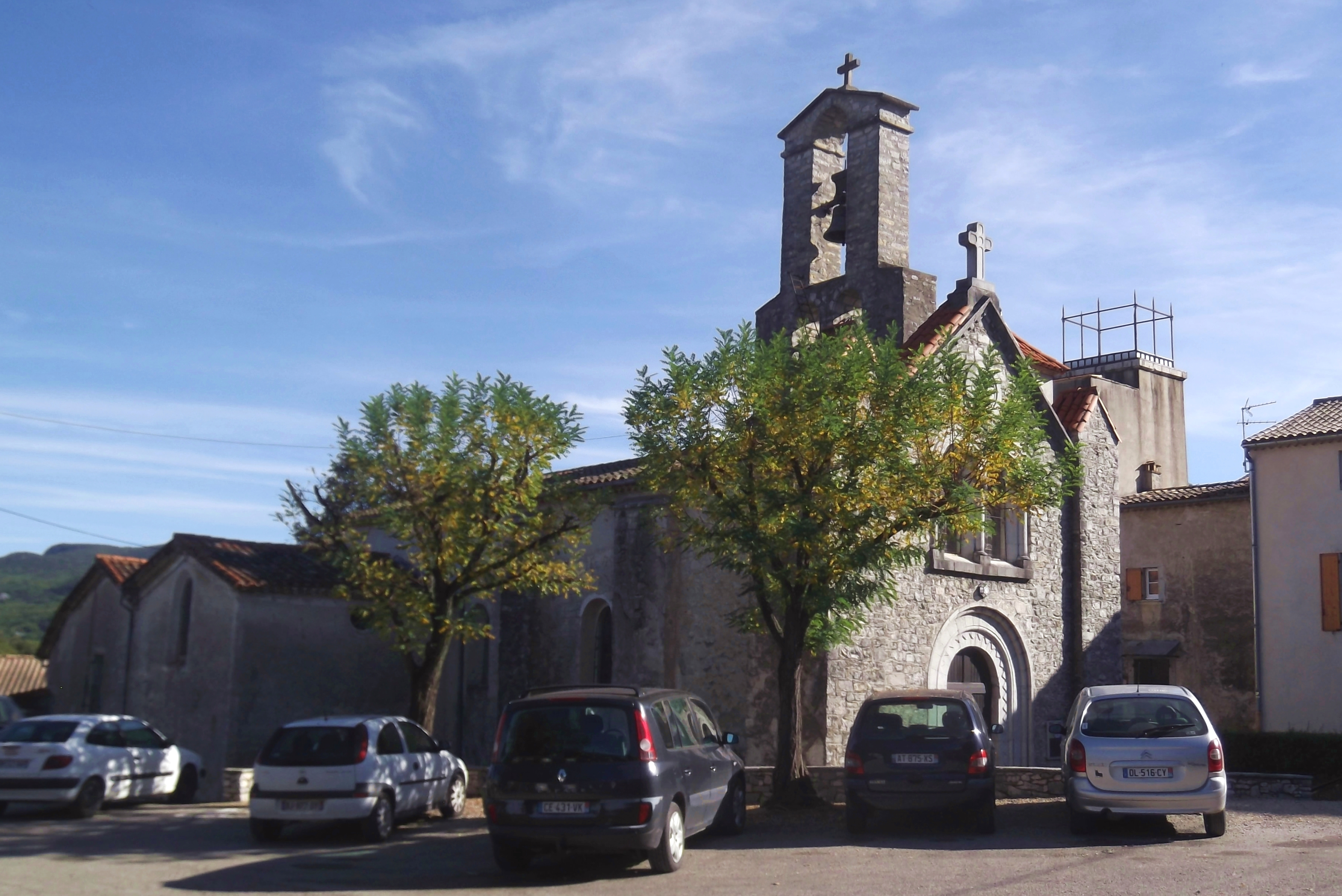
Kirche Saint-Léonce
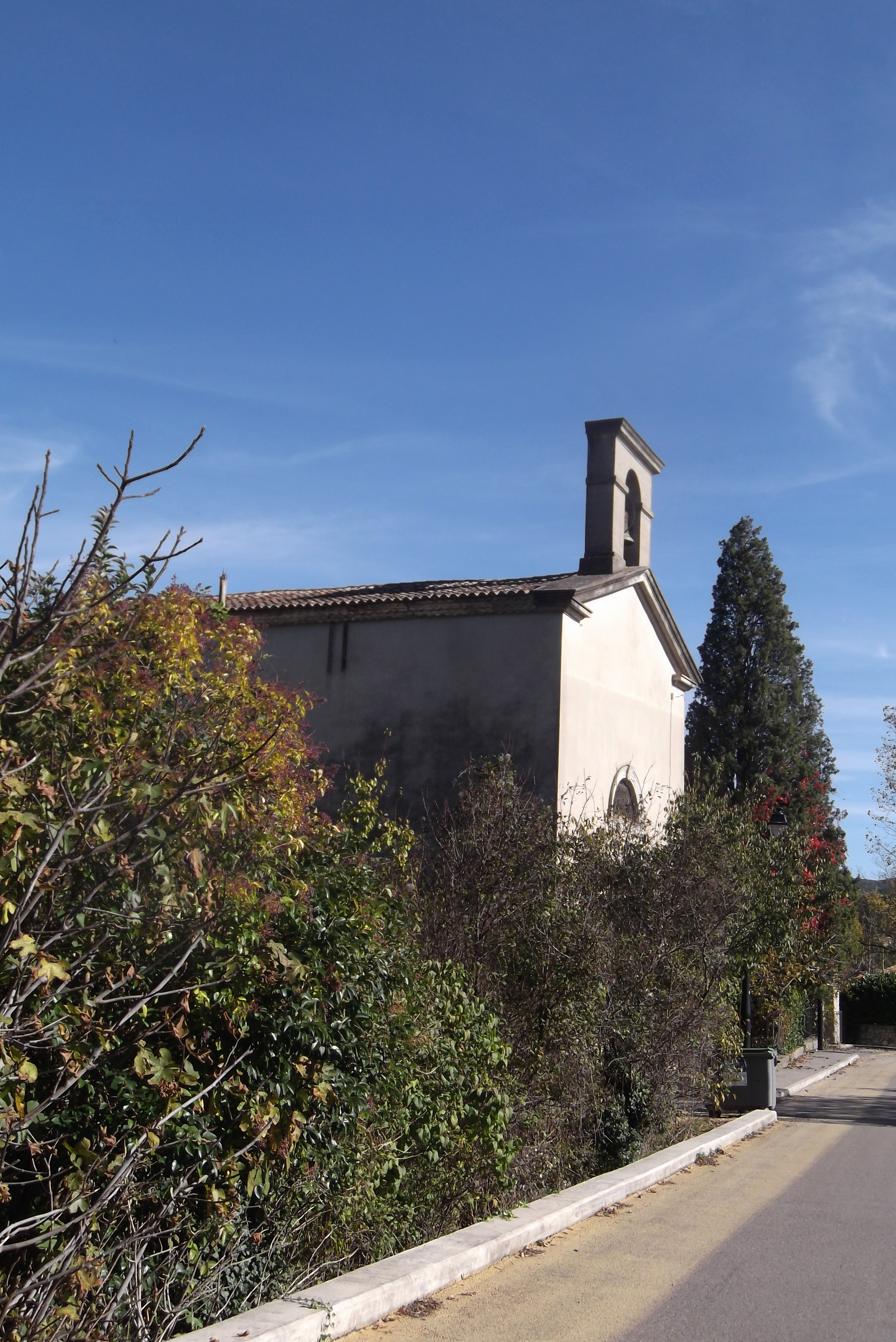
Protestantische Kirche